# ام‌اس یورودام
ام‌اس یورودام (به انگلیسی: MS Eurodam) یک کشتی است که طول آن ۹۳۵ فوت (۲۸۵٫۰ متر) می‌باشد. این کشتی در سال ۲۰۰۸ ساخته شد.